# Condòm
Condòm (en francès Condom) és un municipi del departament francès del Gers, a la regió d'Occitània. És sotsprefectura del departament. Afronta amb els municipis de Gasaupoi, Castèthnau d'Auvinhon, Caussens, Beraud, Manhaut e Tausiar, Cassanha, Larressingla, La Ròca sus l'Òssa, Lannes i Moncrabeu.

## Demografia
| Evolució de la població |      |      |      |      |      |      |      |      |
| 1793                    | 1800 | 1806 | 1821 | 1831 | 1836 | 1841 | 1846 | 1851 |
| 11264                   | 6861 | 7298 | 7319 | 7323 | lac. | 6915 | 7195 | 7205 |

| 1856 | 1861 | 1866 | 1872 | 1876 | 1881 | 1886 | 1891 | 1896 |
| ---- | ---- | ---- | ---- | ---- | ---- | ---- | ---- | ---- |
| 7553 | 8070 | 8140 | 8282 | 7873 | 8555 | 7902 | 7405 | 7045 |

| 1901 | 1906 | 1911 | 1921 | 1926 | 1931 | 1936 | 1946 | 1954 |
| ---- | ---- | ---- | ---- | ---- | ---- | ---- | ---- | ---- |
| 6578 | 6435 | 6380 | 5773 | 6355 | 6310 | 6233 | 6725 | 6781 |

| 1962 | 1968 | 1975 | 1982 | 1990 | 1999 | 2006 | 2011 | 2016 |
| ---- | ---- | ---- | ---- | ---- | ---- | ---- | ---- | ---- |
| 6850 | 7326 | 7853 | 7634 | 7717 | 7251 | 7158 | -    | -    |

| 2019 | - | - | - | - | - | - | - | - |
| ---- | - | - | - | - | - | - | - | - |
| -    | - | - | - | - | - | - | - | - |

## Administració
| Període   | Identitat        | Partit           |
| --------- | ---------------- | ---------------- |
| 1964-1983 | Abel Abeillé     | SFIO, després PS |
| 1983-1989 | Jean Dubos       | PS               |
| 1989-1995 | Jacques Moisan   | PS               |
| 1995-2008 | Gérard Dubrac    | DL, després UMP  |
| 2008-     | Bernard Gallardo | PS               |

## Agermanaments
- Toro
- Grünberg (Hessen)

## Personatges il·lustres
- Yves Navarre, escriptor.